# 채순희
채순희(蔡順禧)는 고려의 문신이다. 본관은 광주다.

## 생애
의종 때 관직생활을 했으며, 명종이 선위할 때까지도 임금의 곁에 있었다.
1187년(명종 17년)에 조원정(曹元正)의 난이 일어나자 국왕을 호종하는 공을 세워 1197년(신종 즉위년)에 추밀원부사(樞密院副使)가 되었고, 정2품 재상직인 평장사(平章事)까지 올랐다.

## 전기 자료
- 이규보, 《동국이상국집ㆍ전집》 권36, 중서시랑평장사 태자소사 채공(蔡公)의 뇌사